# Yoroiden Samurai Troopers
Nota: Este artigo é sobre anime. Para outros sentidos do termo, consulte Samurai Warriors.
Yoroiden Samurai Troopers (鎧伝サムライトルーパー, lit. "Lendários Guerreiros de Armadura Samurais") foi um anime produzido pela Sunrise e exibido pela Nagoya TV entre os anos de 30 de abril de 1988 a 4 de março de 1989. Têm ao todo 39 episódios e 11 OVAs, mas só os episódios foram exibidos no Brasil. Foi chamado de Ronin Warriors nos Estados Unidos e de Samurai Warriors no Brasil, onde foi exibido em 1996 pela Rede Manchete. Diferente de várias séries em anime, seu manga foi criado depois do anime.
Uma sequência da série original foi oficialmente anunciada para estrear em 2026.

## Trama
Há mil anos Scorpio (Arago) tentou dominar o mundo utilizando as forças da escuridão. Porém foi derrotado e expurgado com a armadura do sol Hariel e a deusa do sol Amaterasu. 600 anos depois, em meio a guerra civil japonesa, os portões do mundo inferior surgem em nosso mundo, e mais uma vez Scorpio tenta dominar para si o mundo. Mais uma vez falha, tendo sido derrotado pelo Monge, o qual prende o vilão em uma dimensão mais uma vez. Porém a armadura negra de Scorpio ficou em seu mundo, e preocupado com o fato de Scorpio pudesse voltar através dela, Monge resolve enterrá-la e a divide em 9 armaduras. Cada uma dessas armaduras está ligada à natureza da virtude humana, com elementos e estações e ao código Bushido dos samurais. Tais armaduras são espalhadas pelo mundo. Alguns homens encontram essas armaduras e se empossam delas, por seus espíritos regerem a virtude da qual a armadura está ligada. Porém aos poucos Scorpio foi seduzindo para o seu lado 4 portadores das armaduras criadas por Monge. As outras 5 armaduras sagradas e lendárias são encontradas pelos jovens espirituosos, que recebem orientações de Monge sobre a missão que viriam a enfrentar em breve.

## Personagens

### Samurai Warriors/Troopers
- Héctor Sanada (真田 遼, Sanada Ryō): Sua virtude é a Virtude ("Jin", lit. Bondade, no original). Veste a armadura vermelha do Fogo Selvagem (Rekka no original) e a armadura branca do Inferno (Kikoutei, a armadura do sol de Hariel, na versão original) e também ganha uma nova armadura do fogo de Suzunagi, utilizada para salvar seus amigos que foram aprisionados em suas respectivas armaduras. Héctor é o guerreiro das chamas. Héctor é o mais ranzinza do grupo quando perde luta. Têm como companheiro o tigre branco, Fogo Branco. Mais tarde Fogo Negro que vence Fogo Branco ao tirar uma das espadas do fervor para que Héctor enfrente o Lorde Espadachim Guerreiro (Kenbukyou no original) em pé de igualdade, Héctor o vence e Fogo Negro se incorpora no Fogo Branco, se tornando companheiro das lutas desde então e também herda as lendárias espadas do fervor usadas pelo Lorde Espadashin em batalha. O verdadeiro caráter desse tigre negro ainda continua sendo um mistério. Héctor é o mais ranzinza e bravo do grupo e tem um bom coração e se preocupa muito com os seus amigos. Armado com duas katanas que podem unir-se e formar uma espada de duplas lâminas. Seu respectivo golpe é Poder do Fogo (双炎斬, Sōenzan, lit. Lâminas Gêmeas em Chamas) e o Poder do Inferno (超弾動閃煌斬, Chōdandō Senkōzan, lit. Mega Disparo Retalhador Ultra Balístico), Héctor usa as duas espadas do fervor para criar um golpe poderoso. voz: (Takeshi Kusao, no original e Hermes Baroli na versão brasileira)
- Tristan Fang (秀 麗黄, Shū Rei Fuan, Xiu Lei Huang): Sua virtude é a Justiça ("Gi" no original). Veste a armadura laranja âmbar da Terra ("Kongō", lit. Rocha, no original). É aprisionado na nova armadura da terra quando tentava salvar Jorge e Tommy que foram capturados por Suzunagi, mas também é liberto por Héctor quando apareceu como o último a colocar a nova armadura do fogo. Tristan é o guerreiro da terra. Tristan é o membro mais comilão e também o mais animado e alegre do grupo. Seu respectivo golpe é o Poder da Terra (岩鉄砕, Gantetsu Sai, lit. Triturador de Rocha Metálico), Tristán ergue seu punho e utiliza seu bastão a ponto de causar terremotos e após evoluir seu golpe. voz: (Tomohiro Nishimura, no original e Sérgio Ruffino na versão brasileira)
- César Date (伊達征士, Date Seiji): Sua virtude é a Sabedoria ("Rei", lit. Gratidão, no original). Veste a armadura verde da Luz ("Kōrin", lit. Nuvens, no original). Antes de ser aprisionado em sua segunda armadura da luz, Seiji tenta confortar a Suzunagi, a livrando da dor, aquilo a tocou, mas acaba sendo enclausurado na armadura da luz, fazendo Suzunagi ficar relutante. É libertado por Héctor quando apareceu como o último a colocar a nova armadura de fogo. César é o guerreiro da luz. É o membro mais maduro do grupo. Armado com uma espada japonesa chamada nodachi. Seu respectivo golpe é o Poder da Luz (雷光斬, Raikōzan, lit. Corte Relâmpago), César ergue sua espada no ar e cria um ataque explosivo de luz do trovão a ponto de dissipar tudo que se encontra em sua volta. voz: (Daiki Nakamura, no original e Élcio Sodré na versão brasileira)
- Jorge Mouri (毛利 伸, Mōri Shin): Sua virtude é a Confiança ("Shin" no original). Veste a armadura azul clara da Água ("Suiko" no original). É aprisionado na nova armadura da água quando tentava salvar Suzunagi dos ninjas antigos, mas é libertado também por Héctor quando apareceu como o último a colocar a nova armadura de fogo. É o membro mais antigo dos Samurai Warriors e o mais calmo. Também é o guerreiro da água. Armado com uma lança semelhante a um yari. Seu golpe é o Poder da Água (超流破, Chōryūha, lit. Super Onda Esmagadora), Jorge usa seu tridente e cria um ataque aquático a ponto de disparar jatos ou furacão da água. voz: (Nozomu Sasaki, no original e Rogério Vieira na versão brasileira)
- Tommy Hashiba (羽柴当麻, Hashiba Tōma): Sua virtude é a Vida ("Chi", lit. Sabedoria, no original). Veste a armadura azul anil do Céu ("Tenkū", lit. Céus, no original). É aprisionado na nova armadura do céu ao se aterrorizar ao ver os choros de Suzunagi nos dias de sua infância, mas também foi libertado por Héctor quando apareceu como o último a colocar a nova armadura de fogo. Tommy é o guerreiro do céu. É o mais inteligente do grupo. É armado com uma poderoso Arco. Seu respectivo golpe concentra seu poder para atingir num ponto só com o Poder do Céu (真空波, Shinkūha, lit. Onda de Vácuo). voz: (Hiroshi Takemura, no original e Affonso Amajones na versão brasileira)

### Aliados
- Mia (Nasti Yagyu no original) - É uma grande conhecedora de artigos e armaduras antigos. Durante a série teve seu avô Dr. Koji, possuído e assassinado pelos soldados e Arago. Passa a integrar o grupo como membro da família como irmã mais velha e também babá do pequeno Yuri. No último OVA, Messeiji, Mia estava na cidade de Nova Iorque, onde atendia a uma sessão especial da assembleia geral das Nações Unidas que foi reunida pelo Conselho de Segurança das Nações Unidas para resolver os eventos recentes, estranhos que têm acontecido no mundo inteiro; qual foi visto como uma ameaça à paz e à segurança internacional. Durante a reunião, Mia planeja dizer aos oficiais ao mundo sobre a existência dos Samurais Warriors. Mas não revelou para que permanece em segredo. Ao contrário dos episódios precedentes, Mia aparece somente no último episódio; mas como sempre ajuda Héctor, por se tocar de que apareceria um novo inimigo, Suzunagi. voz: (Kaori Kusakabe, no original e Letícia Quinto na versão brasileira.)
- Yuri (Yamano Jun no original) - Se separou de seus pais quando seus pais faziam compras, mas se deparou com o duelo de Sanada Ryo e Fogo Branco contra um soldado de Arago, mas é salvo por Yagyu Nasti quando sua vida corria perigo. Tem ajudado os Samurais Warriors e passa a fazer parte da família, considerado o irmão caçula do grupo. No OVA, Yuri aparece com 11 anos e forma na escola secundária do monte Sakuragaoka. voz (Kumiko Watanabe, no original e Úrsula Bezerra na versão brasileira.)
- Fogo Branco/Fogo Negro (Byakuen e Kokuen-ō no original) - É o tigre branco de Sanada Ryo, é companheiro e ajuda os Samurais Troopers, até mesmo nos momentos críticos. Na luta contra Fogo Negro, Fogo Branco é ferido mortalmente, mas pega uma das espadas do fervor e entrega para Ryo para que possa ter um combate em pé de igualdade contra o Lorde Espadachim Guerreiro. Com a derrota do Espadachim, Fogo Negro se incorpora no Fogo Branco se tornando em Byakuen-ō e os auxilia nos combates, acaba se tornando companheiro de batalha no momento em que os Samurais Warriors evocam a armadura do inferno e recebem também o poder das espadas do fervor depois de sua luta contra o Lorde Espadachim.
- Monge Ancião (1-2, 7, 9, 11, 14-15, 19, 25, Chaos no original) - É na verdade o monge budista que ajudava os Samurais Warriors e inclusive nos momentos críticos. É o criador das armaduras dos Samurais Warrios. Morre no episódio 15 ao fazer os Samurais Warriors invadirem o castelo de Scorpio. Depois aparece como espírito e mentor dos heróis. Confronta também Suzunagi no sétimo episódio do OVA quando usa a armadura do céu de Tommy. voz: (Norio Wakamoto, no original e Fabio Moura na versão brasileira)
- Naria (Kikoutei) - Apareceu apenas para tentar convencer Mukala de parar de fazer coisas terríveis, ajudou a cuidar também dos ferimentos de Samurais Troopers devido ao combate de Mukala. No fim do OVA, é protegida por Fogo Branco, Naria e Mukala puderam ter dias de paz e prosperidade sem a armadura negra do inferno. voz: (Yoshino Takamori, no original)
- Luna (Gaiden) - No primeiro OVA da série, Luna vê Tommy ao lado do cadáver de seu irmão e passa a persegui-lo para se vingar, mas descobre que seu verdadeiro assassino é na verdade Shikaisen e passa a ajudar os Samurais Warriors na missão, contudo, fica emocionalmente envolvida com Héctor. Runa é ferida mortalmente ao tentar proteger Yuri de Shikaisen e acaba morrendo nos braços de Héctor. Os Samurais Warriors prestaram uma homenagem, um tributo depois de vencer Shikaisen. voz: (Eriko Hara, no original)
- Chin (Gaiden) - Tio de Tristan, dono de um restaurante e detentor das artes marciais. Convidou os Samurai Warriors a ficarem no restaurante enquanto tentavam resgatar Cesar de Shikaisen. Entretanto, quando os Samurai Warriors deixaram o restaurante, ele tenta proteger Mia e Yuri de outros ninjas a mando Shikaisen, mas acabam sendo raptados e nada ele pode fazer.

### Inimigos
- Scorpio (妖邪帝王・阿羅醐, Yōja Teiō Arago) - (1-19, 23-39) - O vilão principal da série. Há muito tempo atrás, ele travou uma batalha contra os samurais, daí, o Monge foi o único capaz de selá-lo. Ele retorna anos depois sob a forma de espírito aparecendo apenas a cabeça. Após a derrota dos seus 4 subordinados, ele parte para uma luta contra os Samurais Warriors e mostra sua forma completa com um gigante. Apenas Héctor foi o único capaz de derrotá-lo ao unir seus poderes com os de seus amigos e tornando-se o samurai da Armadura do Inferno. Scorpio retorna novamente enfrentando Espadachim Lutador e o derrota. No fim, foi morto pelos Samurai Warriors unidos. voz: (Shigezō Sasaoka, no original e Gilberto Barolli na versão brasileira)
- Demon (鬼魔将・朱天童子, Oni Mashō Shutendōji), ("Riki", no original) (1-17, 28-38) - Representado por um urso, de início é um inimigo que travava diversos embates contra os Samurais porém, devido aos seus fracassos nas batalhas, é maltratado por Scorpio e forçado a enfrentar os heróis até a morte. Daí trai Scorpio, assumindo o lugar antes ocupado por Monge e começa a ajudar os Samurai Warriors e seus aliados. No fim, ele trava uma batalha contra Lady Kayra que fora possuída por Badamon. Para salvá-la, ele se sacrifica e a liberta de Badamon, daí morre. Sua virtude é a lealdade (Chu no original). Seu respectivo golpe é Poder da Crueldade (紅雷閃, Kōraisen, lit. Disparo de Raio Escarlate), Demon usa sua arma e cria uma espécie de raios poderosos que paralisa qualquer inimigo. voz (Kiyoyuki Yanada, no original e Carlos Campanille na versão brasileira)
- Cronos (闇魔将・悪奴弥守, Yami Mashō Anubisu), ("Yakushi", no original) (1-17, 26-39) - Representado por um lobo, tem como uma arma uma Nodachi. Tem uma cicatriz em torno de seu olho direito. Tem a habilidade de criar intensos campos de escuridão. Seu nome é uma referência ao deus egípcio dos mortos de mesmo nome. É libertado de Scorpio e passa a ajudar os Samurais Warriors na batalha final contra Scorpio. Sua virtude é a obediência (Kou no original). Possui uma grande rivalidade com Cesar. Seu respectivo golpe é Poder das Trevas (暗黒跳飛斬り, Ankoku Chohigiri, lit. Lâminas Voadoras da Escuridão), Cronos usa sua espada e cria um cenário de trevas que leva seu adversário diretamente até as trevas. voz: (Yasunori Matsumoto, no original e Bruno Rocha na versão brasileira)
- Phantom (毒魔将・那唖挫, Doku Mashō Nāza), ("Mugen", no original) (1-17, 25-39) - De cabelo verde, é representado por uma cobra. Tem como arma 6 Katanas (espadas). Sua armadura é a do veneno. Dentre os quatro guerreiros de Scorpio é o único que possui o comportamento mais frio e sádico. É libertado de Scorpio e passa a ajudar os Samurais Warriors na batalha final contra Scorpio. Sua virtude é a serenidade (Nin no original). Possui grande rivalidade com Jorge. Seu respectivo golpe é Poder do Veneno (蛇牙剣, Jagaken, lit. Espadas de Víboras), Phanton pode dar golpes usando uma ilusão de seis braços ou dar múltiplo golpes com suas espadas. voz (Issei Futamata, no original e Ivo "Tatu" Roberto na versão brasileira)
- Diávlo (幻魔将・螺呪羅, Gen Mashō Rajura), ("Shikoku", no original) (1-17, 27-39) - De cabelo cinza, tem uma grande cicatriz no olho direito. Armado com 6 Kamas, uma Morning Star e um nunchaku. Pode assumir a forma de outras pessoas e criar ilusões. É representado por uma aranha. É libertado de Scorpio e passa a ajudar os Samurais Warriors na batalha final contra Scorpio. Sua virtude é a Devoção (Tei no original). Possui grande rivalidade com Tristan. Seu respectivo golpe é Poder da Ilusão (投蜘網, Tōchimō, lit. Prisão de Teias), Diávlo usa sua morningstar para prender seu inimigo e o imobiliza numa espécie de teia, que leva seu inimigo a morte. voz: (Jūrōta Kosugi, no original e Gilberto Barolli (1ª voz), Antonio Moreno (2ª voz) na versão brasileira)
- Saranbo (21-22) - Aparece após a derrota de Scorpio e tornando o guardião do seu Portão. Em sua primeira batalha, derrota todos os 5 Samurais Warriors. Sua meta é poder se apossar da Armadura Branca de Héctor. É morto por Héctor.
- Lorde Espadachim Lutador (22-23) - Surge do Mundo das Trevas junto com o seu companheiro Fogo Negro. Mostra-se poderoso contra os Samurai Warriors em sua primeira batalha. Tal como Saranbo, ele quer se apossar da Armadura Branca de Héctor. Enfrentou Scorpio, mas é derrotado facilmente. Armado com duas espadas, ele utiliza a técnica Poço Alado da Morte. No fim, é morto por Héctor em batalha. E o seu mascote Fogo Negro posteriormente une-se a Fogo Branco.
- Sol Maligno (24): Surge vindo do Mundo das Trevas e pousa num vulcão. Possui a aparência de um ninja com máscara de metal. Armado com um chicote que se divide em vários ao atacar, uma lança-machado e várias kunais. Em sua luta, o Fogo Branco mostra-se ter fundido com o Fogo Negro pela primeira vez. É morto por Héctor.
- Lady Kaira (Kayura, no original) (28-39) - Aparece na segunda parte da primeira temporada da série. Os outros guerreiros de Scorpio não a vêem com bons olhos. É salva por Demon no penúltimo episódio da série, mas isso lhe custou a vida. Seu respectivo golpe é Ataque da Tempestade Estelar (Ran Sei Zan no original), seu ataque se assemelha ao de Héctor, Kaira une as espadas e possui a capacidade de dar até golpes poderosos, até mesmo com a bola de energia da morte, que quase matou Ryo quando tentou salvar Tommy-Tōma na tentativa de impedir que possa ser atingido por essa bola criada por Scorpio no episódio 10, após ser salva por Demon, Kayra acaba banindo o seu golpe, no lugar usa o báculo em que Monge e Demon carregava consigo, quando a luta se restringia contra o Scorpio e também herda a armadura de Demon nesse evento. voz (Masako Katsuki, no original e Raquel Marinho na dublagem brasileira)
- Dalla (30-31) - À mando de Scorpio, ele recebe de Kayura uma espada poderosa. Junto com o exército de Soldados da Dinastia, ele enfrenta os Héctor e Tommy. A espada na qual ele utilizou durante a batalha tinha a capacidade de copiar os ataques dos outros Samurais. No fim, é morto por Héctor em sua armadura Branca.
- Badamon (31-39) - Conhecido como o Lorde Espírito do Mundo das Trevas. Serve diretamente a Scorpio. Ele revela aos companheiros o segredo das Armaduras dos Samurais Warriors. Seu primeiro plano foi de utilizar um pó mágico para fazer o controle de Héctor e assim, torná-lo mal, mas isso deu errado. Seu segundo plano foi convocar Gash para roubar a Jóia da Vida, mas dá errado também, pelo fato de Demon aparecer a tempo. Depois, ele manipula Lady Kayra para enfrentar os Samurais, mas o feitiço é quebrado com a intervenção de Demon na luta. Sua última opção foi entrar no mundo humano e espalhar os espíritos para que fizessem mal às pessoas. É morto facilmente por Héctor com a Armadura Branca.
- Shikaisen (Gaiden) - No primeiro OVA, Shikaisen captura César e usa sua armadura da luz e com a ajuda de um cientista, para incriminar os Samurai Warriors, graças ao sacrifício de Luna, puderam vencer esse poderoso inimigo. voz: (Seizō Kaitō, no original)
- Mukala (Kikoutei) - Personagem fictício do OVA que veio da África para desafiar os Samurais Warriors em posse da Armadura Negra do Inferno e noivo de Naria, por mais que Naria tentasse dialogar com Mukala, não cedia porque estava dominado pela influência da armadura negra. Héctor e seus amigos recuperam suas armaduras, inclusive a do inferno e tentam purificar Mukala com a energia do amor de seus corações o fazendo destruir a armadura sombria, no final ele muda sua forma de ser e passa a ver Naria com outros olhos, quem ele pensou quase tendo a matado, salva por Fogo Branco. voz: (Eiji Fuji, no original)
- Suzunagi (Meseji) - Apareceu no intuito de aprisionar os Samurai Warriors em suas respectivas armaduras para tentar livrar o mundo da dor, mas ao conhecer os Samurais Warriors da época atual, fez com que ela mudasse sua forma de pensar e entrega a nova armadura do fogo para Héctor para tentar libertar seus amigos. voz: (Mitsuki Yayōi, no original)

## Mudanças na série

### Nomes
Em 1995 Samurai Troopers passou a ser exibido nos Estados Unidos. Para não confundirem com os VR Troopers e Super Human Samurai, rebatizaram a série de Ronin Warriors. Chegando no Brasil no ano seguinte, a série sofreu mais uma vez uma alteração no seu título, desta vez para Samurai Warriors. Na versão brasileira os nomes do golpe foram resumidos a "poder do(da)....". Os nomes espanhóis vistos na versão brasileira devem-se ao fato de os brinquedos da série trazidos pela Samtoy (a licenciadora da série no Brasil) virem da Espanha e para deixá-los condizentes com os nomes dos brinquedos alterou-se os nomes dos personagens, porém o nome de alguns personagens secundários foram tirados da versão americana e outros da versão original japonesa. Segue abaixo uma tabela com os nomes que os personagens tiveram em cada versão:
| Nome no Japão (Kanji) | Nome no Japão (Romana) | Nome nos EUA   | Nome na França | Nome na Itália | Nome na Espanha | Nome no Brasil |
| Heróis                | Heróis                 | Heróis         | Heróis         | Heróis         | Heróis          | Heróis         |
| --------------------- | ---------------------- | -------------- | -------------- | -------------- | --------------- | -------------- |
| 真田 遼               | Ryo Sanada             | Ryo Sanada     | Ryo Sanada     | Ryo Sanada     | Héctor Sanada   | Héctor Sanada  |
| 秀 麗黄               | Xiu Lei Huang          | Kento Rei Fang | Rock Fang      | Shido Fang     | Tristan Fang    | Tristan Fang   |
| 伊達征士              | Seiji Date             | Sage Date      | Sarki Date     | Sami Date      | César Date      | César Date     |
| 毛利 伸               | Shin Mouri             | Cye Mouri      | Yann Mouri     | Simo Mouri     | Jorge Mouri     | Jorge Mouri    |
| 羽柴当麻              | Touma Hashiba          | Rowen Hashiba  | Thomas Hashiba | Kimo Hashiba   | Tommy Hashiba   | Tommy Hashiba  |
| Inimigos              |                        |                |                |                |                 |                |
| 阿羅醐                | Arago                  | Talpa          | Arkatakor      | Haragor        | Scorpio         | Scorpio        |
| 朱天童子              | Shutendouji            | Anubis         | Zebuth         | Venom          | Demon           | Demon          |
| 悪奴弥守              | Anubis                 | Cale           | Obscuro        | Kratos         | Cronos          | Cronos         |
| 那唖挫                | Nazha                  | Sekhmet        | Cyano          | Crana          | Phantom         | Phantom        |
| 螺呪羅                | Rajra                  | Dais           | Merlor         | Rasta          | Diavolo         | Diavolo        |
| 迦遊羅                | Kayura                 | Kayura         | Kayura         | Kayura         | Lady Corina     | Lady Kayra     |
| Aliados               |                        |                |                |                |                 |                |
| 白炎                  | Byakuen                | White Blaze    | Kraor          | Fiamma Bianca  | Llama Blanca    | Fogo Branco    |
| ドクター柳生          | Dr. Yagyu              | Dr. Koji       | Dr. Leux       | Dr. Yang       | Dr. Yagyu       | Dr. Koji       |
| ナスティ・柳生        | Nasti Yagyu            | Mia Koji       | Sandy Leux     | Emma Yang      | Ambra Yagyu     | Mia Koji       |
| 山野ジュン            | Jun Yamano             | Ully           | Tim            | Danny          | Daniel          | Yuri           |
| 迦雄須                | Chaos                  | Ancient One    | Kaos           | Ariel          | El Anciano      | Monge          |

### Nacionalidade e Idade
Na versão americana algumas nacionalidades e idades dos personagens foram trocadas. A maior mudança seria nos 5 personagens principais que na versão original são todos nascidos no Japão e na versão americana eles são descendentes de japoneses nascidos em países estrangeiros. Segue abaixo uma tabela com as nacionalidades e a idade que os personagens possuem em cada versão:
| Personagem             | Local de Nascimento (ascendência) | Local de Nascimento (ascendência) | Idade         | Idade         |
| Personagem             | Japão                             | EUA                               | Japão         | EUA           |
| ---------------------- | --------------------------------- | --------------------------------- | ------------- | ------------- |
| Ryo                    | Japão                             | Estados Unidos (Japonesa)         | 14 anos       | 17 anos       |
| Seiji / Sage           | Japão                             | Alemanha Ocidental (Japonesa)     | 14 anos       | 17 anos       |
| Touma / Rowen          | Japão                             | Itália (Japonesa)                 | 14 anos       | 17 anos       |
| Shin / Cye             | Japão                             | Austrália (Japonesa)              | 15 anos       | 17 anos       |
| Xiu / Kento            | Japão (Chinesa)                   | China (Japonesa)                  | 15 anos       | 17 anos       |
| Nasti / Mia            | Canadá (Japonesa e Francesa)      | França (Japonesa)                 | 18 anos       | 21 anos       |
| Dr. Yagyu / Prof. Koji | Japão                             | Japão                             | 70 anos       | 70 anos       |
| Jun / Ully             | Japão                             | Japão                             | 8 anos        | 8 anos        |
| Chaos / Ancient One    | Desconhecido                      | Desconhecido                      | +de 1000 anos | +de 1000 anos |
| Arago / Talpa          | Desconhecido                      | Desconhecido                      | +de 1000 anos | +de 1000 anos |
| Shutendouji / Anubis   | Japão                             | Japão                             | 437 anos      | +de 500 anos  |
| Rajra / Dais           | Japão                             | Japão                             | 437 anos      | +de 500 anos  |
| Anubis / Cale          | Japão                             | Japão                             | 439 anos      | +de 500 anos  |
| Nazha / Sekhmet        | Japão                             | Japão                             | 440 anos      | +de 500 anos  |
| Kayura                 | Japão                             | Japão                             | 428 anos      | +de 500 anos  |

### Dublagem
| Personagem                                               | Dubladores brasileiros                           | Dubladores japoneses                                                                                                   |
| -------------------------------------------------------- | ------------------------------------------------ | --- |
| Héctor / Ryo Sanada                                      | Hermes Baroli                                    | Takeshi Kusao |
| Tristan / Xiu Lei Huang                                  | Sérgio Rufino                                    | Tomohiro Nishimura |
| César / Seiji Date                                       | Élcio Sodré                                      | Daiki Nakamura |
| Jorge / Shin Mouri                                       | Rogério Vieira (1ª voz) Paulo Porto (2ª voz)     | Nozomu Sasaki |
| Tommy / Touma Hashiba                                    | Affonso Amajones                                 | Hiroshi Takemura |
| Yuri / Jun Yamano                                        | Úrsula Bezerra                                   | Kumiko Watanabe |
| Mia / Nastei Yagyu                                       | Letícia Quinto                                   | Kaori Kusakabe |
| Prof. Koji / Dr. Yagyu                                   | Jorge Pires                                      | Shozō Hirabayashi |
| Monge / Kaosu                                            | Fábio Moura                                      | Norio Wakamoto |
| Demon / Onimashō Shutendouji                             | Carlos Campanile                                 | Kiyoyuki Yanada |
| Scorpio / Arago                                          | Gilberto Baroli                                  | Shigezō Sasaoka |
| Diávolo / Genmashō Rajura                                | Gilberto Baroli (1ª voz) Antonio Moreno (2ª voz) | Jūrōta Kosugi |
| Cronos / Yamimashō Anubis                                | Bruno Rocha                                      | Matsumoto Yasunori |
| Phantom / Dokumashō Naaza                                | Ivo "Tatu" Roberto                               | Issei Futamata |
| Lady Kayra / Kayura                                      | Raquel Marinho                                   | Katsuki Masako |
| Saranbou (episódios 20 e 21)                             | José Soares                                      | Daisuke Gōri |
| Espadachim Lutador / Youja Kenbukyou (episódios 22 e 23) | Gileno Santoro                                   | Yayoi Mitsuki |
| Sol Maligno / Kokuyoen (episódio 24)                     | Wellington Lima                                  | Eiji Fukushi |
| Narrador / Nareetaa                                      | Jonas Mello                                      | Daiki Nakamura, Hiroshi Takemura, Kumiko Watanabe, Nozomu Sasaki, Takeshi Kusao, Tomohiro Nishimura e Ryūsuke Ōbayashi |
| Diretor de Dublagem / Onkyō Kantoku                      | Gilberto Baroli                                  | Kōichi Chiba e Takashi Ui                                                                                              |
| Estúdio de Dublagem / Rokuōn Sutajio                     | Gota Mágica                                      | New Japan Studio (ニュージャパン スタジオ)                                                                             |

## Episódios
| Número | Nome do episódio                             |
| ------ | -------------------------------------------- |
| 01     | A terra da sombra                            |
| 02     | A glória de Demon                            |
| 03     | O início da busca, parte 1                   |
| 04     | O início da busca, parte 2                   |
| 05     | A prisão de César                            |
| 06     | O contra ataque                              |
| 07     | Rompendo o rochedo                           |
| 08     | Amigo ou inimigo?                            |
| 09     | Hector nas alturas                           |
| 10     | Nos mares do céu                             |
| 11     | Ataque à dinastia                            |
| 12     | Na escuridão                                 |
| 13     | O destino da armadura samurai                |
| 14     | A armadura da vida                           |
| 15     | A batalha do Monge                           |
| 16     | A batalha no castelo de Scorpio              |
| 17     | A lenda da armadura                          |
| 18     | Scorpio vencedor                             |
| 19     | Hector luta contra seu destino               |
| 20     | Samurais contra Sarambo                      |
| 21     | A super armadura de Hector                   |
| 22     | O desafio mortal do lorde Espadachim Lutador |
| 23     | O sacrificio de Fogo Branco                  |
| 24     | Sol Maligno: o embaixador do mal             |
| 25     | O irmão gêmeo de Jorge da Água               |
| 26     | A armadura deve ser destruída                |
| 27     | Combate na areia                             |
| 28     | Lady Kaira e o mundo das trevas              |
| 29     | Demon ressuscita                             |
| 30     | Scorpio ataca novamente                      |
| 31     | A lenda da armadura branca                   |
| 32     | Estratégias do mundo das trevas              |
| 33     | Em busca do tesouro secreto                  |
| 34     | O desafio de Tommy                           |
| 35     | O retorno dos Samurai Warriors               |
| 36     | Truques baratos                              |
| 37     | A armadura de Demon ressuscita               |
| 38     | A dama do mal vê a luz                       |
| 39     | A vitória dos Samurais                       |

## OVAs
São divididos em três partes:

### Gaiden (História Paralela)
| Número | Nome do episódio                   | Protagonista do episódio       |
| ------ | ---------------------------------- | ------------------------------ |
| 01     | Mais uma vez! Samurai Troopers!    | Héctor, Jorge, Tristan e Tommy |
| 02     | Cuidem-se amigos! Coração Samurai! | Samurai Warriors e Shikaisen   |

### Kikoutei (Armadura da Escuridão)
| Número | Nome do episódio                                | Protagonista do episódio                  |
| ------ | ----------------------------------------------- | ----------------------------------------- |
| 03     | Mukala do Sol                                   | Samurai Warriors e Mukala                 |
| 04     | A Armadura do Inferno Negra                     | Héctor, César e Mukala                    |
| 05     | O Verdadeiro Poder da Armadura do Inferno Negra | Jorge, Tommy, Mia, Yuri, Tristan e Mukala |
| 06     | A Procura do que o Tortura                      | Samurai Warriors e Mukala                 |

### Messeiji (Mensagem)
| Número | Nome do episódio            | Protagonista do episódio |
| ------ | --------------------------- | ------------------------ |
| 07     | Extremidade Irrelevante     | Tommy e Suzunagi         |
| 08     | Futuro Traçado              | Jorge e Suzunagi         |
| 09     | Destruindo a Auto-Confiança | Tristan e Suzunagi       |
| 10     | Espírito sem Rumo           | Suzunagi                 |
| 11     | A Verdade Revelada          | Suzunagi                 |

## Músicas
- Clipes de abertura

Stardust Eyes (cantada por Mariko Uranishi)
Samurai Heart (cantada por Hiroko Moriguchi)
- Clipes de encerramento

Faraway (cantada por Mariko Uranishi)
Be Free (cantada por Hiroko Moriguchi)

### Gaiden
- Episódio 1

Abertura - Stardust Eyes (cantada por Mariko Uranishi)
Encerramento - Faraway (cantada por Mariko Uranishi)
- Episódio 2

Abertura - Samurai Heart (cantada por Hiroko Moriguchi)
Encerramento - Be Free (cantada por Hiroko Moriguchi)

### Kikoutei
Abertura - Stardust Eyes (cantada por Mariko Uranishi)
Encerramento - Samurai Heart (cantada por Hiroko Moriguchi)

### Messeji
Fundo - Hoshi no Lulubally (cantada por Kaori Futenma)
Encerramento - Tsukamaeteite (cantada por Kaori Futenma)

## Jogos eletrônicos
Em julho de 2020, foi lançado um crossover com Ragnarök Mobile.